# さよならミニスカート
『さよならミニスカート』は、牧野あおいによる日本の漫画作品。『REC-君が泣いた日-』『セカイの果て』の作者・牧野あおいによる連載作品で、『りぼん』（集英社）にて、2018年9月号から巻頭カラーで連載を開始。人気アイドルグループに所属していたものの、ある事件によってグループを脱退し、過去を全て隠して高校生活を送る少女を主人公に描かれる。

## 概要
今作には、連載開始時に「このまんがに、無関心な女子はいても、無関係な女子はいない。」というキャッチコピーが添えられた。連載開始に合わせて集英社は動画や試し読みが出来る特設サイトを公開した。サイト上では同誌の新編集長・相田聡一からのコメントが掲載され、「異例。この連載は、何があろうと、続けていきます。あなたに届けるために」との宣言は話題になった。
2019年、第23回『手塚治虫文化賞』マンガ大賞最終候補作品に選出され（落選）、『みんなが選ぶTSUTAYAコミック大賞2019』第10位、『このマンガがすごい!』2020オンナ編にて1位を獲得した。
相田は今作を初めて読んだとき、「面白い漫画を読んだ」という印象を抱いた。そして読めば読むほど、まごうことなき少女漫画でありながら、ベテラン編集者も含め、年齢・性別を問わず心に突き刺さる漫画であると確信した。小学生女子によって面白い漫画という枠を超えた全世代に突き刺さる漫画が「りぼん」から生み出せるということに対して「異例」をいう表現が使われた。一見センセーショナルな要素を盛り込んでいる今作だが、その中に確固たる「ヒロインの再生と成長の物語」だと言い切れる、少女漫画に欠かせない要素が芯にあることが心を動かされたポイントだという。
通常、『りぼん』本誌の連載は5ヵ月で単行本1冊分になるが、本作は連載開始から3ヵ月で単行本第1巻分の原稿（第1話から第3話）を掲載し、次の1ヵ月は休載。その次は4ヵ月で第2巻分の原稿（第4話から第7話）を掲載し、再び次の1ヵ月を休載するという変則的な連載の形をとっていた。そのため、本作の1話当たりのページ数は通常の連載のページ数よりも多く、特に第1話は通常の本誌連載の2ヵ月分に相当する65ページとなっている。しかし、『りぼん』2019年6月号に掲載された22ページの第8話を最後に連載は中断。
作者の牧野の体調不良により休載となっていたが、『りぼん』2024年4月号にて、同5月号から連載を再開する旨が告知され、5月号より隔月で連載を再開。

## あらすじ
人気アイドルグループ「PURE CLUB」のセンター・雨宮花恋（あまみや かれん）は、握手会イベントで暴漢に切り付けられ、右腕を負傷する。さらにその後の周囲の反応に傷ついた花恋が、アイドルを引退することが公式サイトで発表される。
それから半年後、花恋は本名の神山仁那（かみやま にな）を名乗り、長かった髪を短く切り、あえて男子の制服を着て、高校に通っていた。そんな仁那を誰もかつての花恋だとは思わなかったが、柔道部に所属するクラスメイトの堀内光（ほりうち ひかる）だけがその正体に気づく。光の妹は担任からセクハラを受けて、引きこもりになっていたが、PURE CLUBの動画を見て救われたと言って、光は仁那に感謝の言葉を述べる。そんな光に、仁那も閉ざしていた心を次第に開くようになっていく。
やがて2人は、協力して痴漢をつかまえたことで2人の関係を緩和させるが、ちょうどその時、花恋の引退後も花恋のことを気遣っていた、PURE CLUBのリーダー格・サラから連絡が入る。その内容は「事務所に現在の花恋の様子を写した写真が送りつけられてきた。暴漢は現在の花恋のことを把握している可能性がある」というものだった。仁那はそれを聞いて、光こそが暴漢の正体だと考えて、逃げ出してしまう。サラは仁那の部屋に乗り込み、しばらく外に出ないように忠告する。
翌日、光のことを誤解していたと考えた仁那は、サラの忠告を無視して学校へ向かい、光に謝罪する。一方、仁那が学校に向かったことに気づいたサラも学校に駆け付けるが、光のカバンから事務所に送られてきた写真と同じものが出てきたことから光を暴漢の正体と一喝する。しかし、仁那はサラの言葉を信じず、光と共にタクシーに乗り込み、その場を立ち去ってしまう。

## 登場人物
声優はまんが動画版のもの。

### 主要人物
神山 仁那（かみやま にな）
声 - 勝又綾嘩
本作の主人公。高校1年生。過去に人気アイドルグループ「PURE CLUB（ピュアクラブ）」で不動のセンター・雨宮花恋（あまみや かれん）として、グループの主力となり生粋のアイドル・メンタリティを発揮して活躍し、メンバーの中でも絶大な人気と多くのファンを獲得していたが、握手会イベントでファンの男に右手首を切り付けられ、心身共に傷を負って芸能界を引退し、東京を離れ過去を隠しながら高校生活を送っている。グループの脱退後、伸ばしていた髪を短く切り、女子生徒の中で唯一スカートではなくスラックスを履いている、クラスでは浮いた存在。傷害事件の被害を受けて以来、重度の男性恐怖症に陥っているが、自分の正体に最初に気づいた同級生の光だけには少しずつ心を許し、意識し始めていく。
しかし光が二人組の変質者に襲われた未玖に迫られ、付き合い始めたことを知って塞ぎ込み、美由が自殺未遂を起こした一件からサラ達にPURE CLUBとの決別を言い渡すが、光と柔道部の部長らの教室内での乱闘騒ぎにおける光の言葉や美由達のオンライン配信による励ましでアイドルに戻りたい気持ちを少しずつ取り戻していく。
実家がある東京を離れてからはPURE CLUB時代の貯金を使って高層マンションの最上階（25階）に独りで暮らしている。父親のいない母子家庭に育ったが、母親が再婚して異父弟が生まれている模様。
堀内 光（ほりうち ひかる）
声 - 松苗秀樹
仁那の同級生で柔道部員の男子。Adidasのバッグを愛用している。見た目は中性的な顔立ちの優男だが、柔道で鍛えているため身体能力は高く、女子からの人気も高い。また、観察力もかなり優れていて、仁那がかつて「雨宮花恋」だったことをいち早く見抜き、仁那を女の子として強く意識するようになる。
彼が柔道を始めたのは、引きこもりになってしまった妹を守りたい気持ちからで、本人は筋骨隆々の大男に憧れているらしいが、実際に彼がそのような体型になれば女子の人気が落ちるのではないかと突っ込まれてもいる。
しかし自分が目を離した隙に二人組の変質者に襲われた未玖に迫られたことで、彼女を守るためとして付き合い始めたが、後に未玖が襲われた事件が彼女の自作自演だったことや妹がセクハラを受けていなかったことを知る。後日、教室に乗り込んできた柔道部の部長らとの乱闘騒ぎを経て仁那を守りたい気持ちをより一層強めていく。
長栖 未玖（ながす みく）
声 - 相馬弥憂
仁那と光の同級生。男子から高い人気を集める美少女。表向きは明るく社交的な性格だが、自己中心的で偽善的な本性の持ち主であり、一部の女子からは快く思われていない。光に好意を寄せているが、光が仁那ばかりを構っているため、仁那の存在を快く思っていない。
光が目を離した隙に二人組の変質者に襲われたことを口実に、いかなる時にも自分を守ってくれるよう光に迫り、光を仁那から引き離すことに成功するが、実際は自作自演に過ぎなかったらしく、自身を快く思っていないクラスの女子達によってこれを暴かれ、自ら光の傍を離れることを選ぶ。

### 高校の同級生
正暉（まさき）
声 - 林祐人
光の中学時代からの友人で同じく柔道部員。眼鏡をかけている。見た目は地味だが頭は良く鋭い観察力があり、状況に応じて光に的確な助言を与え、光と仁那を陰から支えている。
仁那がかつて「雨宮花恋」だったと知って驚き、サラが光が仁那を襲った犯人ではないかと疑っていた際、光が事件当日に入試だったことを伝え、彼の無実を証明する一つのきっかけを作った。
辻（つじ）
仁那と光の同級生。引っ込み思案の大人しい性格で、クラスではあまり目立たない存在の女子生徒。痴漢の被害に遭いやすい性質で、過去に痴漢に遭った経験がある。しかし仁那と光の協力で犯人が逮捕されてからは、軽口を叩く沖田に対して平手打ちを加えた上で強く反論するなど、少しずつ勇気を身に付けている。
仁那や未玖たちクラスの女子のことを人一倍気にかけており、未玖が二人組の変質者に襲われた現場に遭遇するが、後日に未玖の自作自演に気づいた友人の女子たちと共に一連の事実を光に打ち明けた。
沖田（おきた）
仁那と光の同級生。未玖に気がある男子生徒の一人だが、女子に対してデリカシーのない発言が多いため、光や仁那を含めたクラスの女子の怒りを買ってしまうことも少なくない。しかし、光と柔道部の部長らの乱闘騒ぎでの光の言葉で少しばかり改心の兆しを見せるようになる。

### PURE CLUB
「地球最後のミニスカートアイドル」をコンセプトとした人気アイドルグループ。かつて「雨宮花恋（愛称：レンレン）」としてセンターを務めていた仁那が握手会イベントで発生した傷害事件で芸能界を引退し、PURE CLUBも半年間芸能活動を休止していた。活動再開後、脱退した仁那（花恋）に代わって美由が新たなセンターに選ばれるが、人気が激しく低下した状態にある。
サラ
声 - 小室洋子
PURE CLUBのリーダー格。幼少の頃、アメリカでミュージカル出演の経験有り。
仁那が脱退した後も彼女の身を案じて連絡を取り合っている一方、仁那の脱退後はPURE CLUBの人気が激減しているため、事務所からは仁那をPURE CLUBに復帰させるよう命じられており、友情と仕事の板挟みによる気苦労が絶えない。
当初は光が仁那を襲った犯人の正体ではないかと疑っていたが、光の疑いが晴れた際は謝罪し、以降は仁那と光の関係を積極的に応援している。
山岸 美由（やまぎし みゆ）
PURE CLUBのメンバー。愛称「ミユリン」。元々はアクターズスクール出身で、仁那の脱退後、彼女に代わってグループのセンターを務めている。
サラや他のメンバーと共に脱退した仁那の身を案じ、光との関係を積極的に応援している。
らむ、ありか
PURE CLUBのメンバー。サラや美由と共に脱退した仁那の身を案じ、光との関係を積極的に応援している。

### 登場人物の家族関係者
将太（しょうた）
仁那の異父弟。2歳で、最近は三輪車に乗れるようになった模様。
堀内 六花（ほりうち りっか）
光の妹で、PURE CLUBのファン。かつては女子バスケ部に所属していたが、顧問からセクハラされた事が原因で引きこもりの生活を送っている。兄から脱退した仁那（花恋）を含めたPURE CLUBのメンバー全員のサイン色紙をプレゼントされた。
しかし実際は顧問からセクハラをされていなかったことが判明する。
長栖 成弥（ながす せいや）
未玖の兄。仁那や光たちのクラスの教育実習生としてやって来た。

### その他の人物
傷害事件の犯人（本名不明）
PURE CLUBの握手会イベントで仁那（花恋）の右手首を刃物で切りつけ、逃走。現在もなお仁那のことをつけ狙い、「雨宮花恋」が芸名であることや仁那が通う高校も突き止めている他、未玖のことも知っているが、常に黒いフードを被っているため素顔は不明。
柔道経験者にして耳を掻く癖があり、サラは犯人と共通点の多い光が犯人ではないかと疑っていたが、光は事件当日に入試（一般入試はインフルエンザだったため、後日の追試験で受かった）だった上、犯人の特徴である左脇腹にある3つのホクロもなかったため、無実が証明された。

## 書誌情報
- 牧野あおい 『さよならミニスカート』 集英社 〈りぼんマスコットコミックス〉、既刊4巻（2025年6月25日現在）
  1. 2018年11月22日発売[11][12]、ISBN 978-4-08-867520-6
  2. 2019年3月25日発売[13]、ISBN 978-4-08-867543-5
  3. 2024年9月25日発売[14]、ISBN 978-4-08-867556-5
  4. 2025年6月25日発売[15]、ISBN 978-4-08-867791-0